# Xarli Diego
Carles Diego Ferrús, más conocido como Xarli Diego (Tarrasa, 23 de noviembre de 1956) es un comunicador español. Ha trabajado en radio, prensa y televisión. Durante muchos años dirigió su propio gabinete de comunicación: Xarli Diego Comunicació S.L.U. Durante 12 años, entre 2007 y 2019, fue jefe de prensa de la compañía teatral Tricicle. 
Entre otras emisoras, ha formado parte de Radio Manresa, Radio Barcelona y Antena 3 Radio. Colaboró con el diario Regió7 de Manresa (1978-1979), entrevistando a artistas y escribiendo columnas costumbristas. También colaboró en revistas musicales como El Gran Musical (del 1981 al 1985) o la revista Fans (1980).
Fue guionista del programa de humor Ahí te quiero ver de TVE-1 (1986-1987) y asesor del programa de TV3, No passa res (1986). Durante tres años presentó en directo los sorteos de la Lotto 6/49 (1988 a 1991), y presentó Tres pics i repicó (1990) en los últimos seis programas de la emisión. En TV3 también presentó El joc del segle (1991-1993).
Dirigió Metropol Records y Clash Producciones Discográficas (de 1989 a 1991), empresa que fundó.
Entre 1995 y 2003 fue Asesor de Comunicación de los departamentos de Justicia, Justicia e Interior y Gobernación de la Generalidad de Cataluña. 
El mes de mayo de 2019 publicó su primer libro, en catalán, Gràcies per la música!, editado por Pagès Editors, donde explica cómo ha vivido el mundo de la música de los años 70 y 80 desde la radio. El libro, prorrogado por el cantante italiano Al Bano, contiene textos de Jeanette y Pablo Abraira.
En julio de 2022, de la mano de Amazon, en formato papel y e-book, publicó su segundo libro: Un millón de cosas, que recoge anécdotas e imágenes curiosas de sus viajes en tono humorístico.Y en diciembre del año siguiente, un nuevo libro: un conjunto de relatos en lengua catalana titulado Salta per la porta i entra per la finestra, en esta ocasión también en formato de audiolibro.
Desde septiembre de 2019, presenta y dirige el programa de música y toques de humor El Catamarà, que se emite, en catalán, por 47 emisoras de Cataluña, Baleares y Andorra, y que ha sido candidato a los Premios Ondas 2021, en la categoría de mejor programa de radio de proximidad.
El jueves 31 de marzo de 2022, recibió un homenaje en la sede barcelonesa del Colegio de Periodistas de Cataluña por sus 50 años de trayectoria profesional.